# Ernst Heckel
Ernst Heckel, (vollständiger Name Ernst Ferdinand Heckel, * 26. November 1861 in Saarbrücken; † 26. Mai 1949 in Tegernsee) war ein deutscher Maschinenbauingenieur und Unternehmer.

## Leben
Sein Vater war Georg Peter Heckel (1822–1904), Drahtseilfabrikant in St. Johann (Saar), seine Mutter Elise Dorothea Heckel geb. Garelly (1833–1910). Ernst heiratete 1894 in Saarbrücken Emma (1872–1922), eine Tochter des St. Ingberter Glasfabrikanten Friedrich Johann Albert Hahne und dessen Ehefrau Bertha Hahne geb. Schmidtborn.
Der bereits von seinem Urgroßvater Johann Georg Heckel († 1828) begründete Familienbetrieb galt als wegweisend in der Umstellung der konventionellen Seilfabrikation auf die Herstellung von Drahtseilen für den aufstrebenden Steinkohlenbergbau im Saarland und den Eisenerzbergbau im benachbarten Lothringen. Ernst besuchte die Gewerbeschule in Saarbrücken und studierte an der Technischen Hochschule Karlsruhe, hier trat er der Burschenschaft Germania bei (heute Teutonia). Danach erhielt Heckel eine praktische Ausbildung im Familienbetrieb, dessen Leitung er zusammen mit seinem Bruder Georg Julius (1856–1928) später übernahm. Die erfolgreiche Verwendung von Drahtseilen in der maschinellen Streckenförderung im Bergbau führte 1905 zur Errichtung der Gesellschaft für Förderanlagen Ernst Heckel, Saarbrücken. Die mit Unterstützung von Karl Glinz und anderen entwickelten Neukonstruktionen umfassten bald Transport-, Rangier- und Verladeanlagen aller Art und ermöglichten die erste Skipförderung wie auch den Bau der ersten Personendrahtseilbahn mit Großkabinen am Schauinsland bei Freiburg im Breisgau nach dem Ersten Weltkrieg. Innovativ war der Bau von Seilablaufanlagen für die Deutsche Reichsbahn in Dresden und Chemnitz. 1927 musste das Unternehmen aufgrund finanzieller Schwierigkeiten an die Felten & Guilleaume Carlswerk AG, Köln, und damit an den Arbed-Konzern verkauft werden.
1912 gründete Heckel in Saarbrücken einen Orchesterverein, 1913 einen Theaterverein.

## Ehrungen
- 1917: Ernennung zum Kommerzienrat

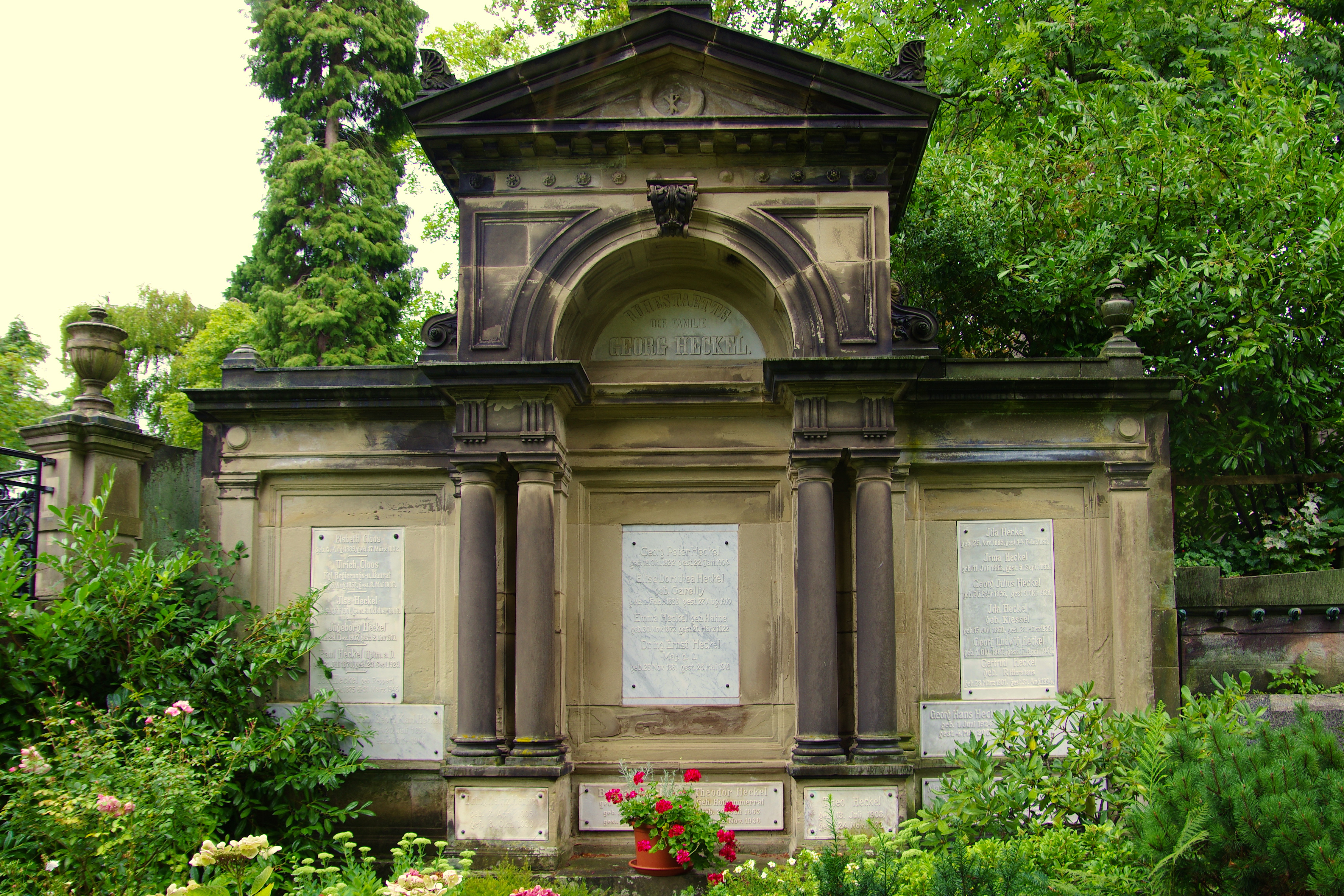
Familiengrabstätte Heckel auf dem Friedhof Sankt Johann

- 1918: Ehrendoktorwürde der Technischen Hochschule Karlsruhe (als Dr.-Ing. E.h.)[1]
- Im St. Ingberter Stadtteil Rohrbach wurde die Ernst-Heckel-Straße nach ihm benannt.